# 井森陸平
井森 陸平（ゐもり りくへい、1903年3月26日 - 1982年12月29日）は、日本の社会学者、甲南大学名誉教授（文学博士）。専門は、農村社会学、産業社会学。

## 来歴・人物
岐阜県郡上郡西和良村鬼谷（現・郡上市八幡町美山）生まれ。その父（京之助）は農商務省京都蚕業講習所（現・京都工芸繊維大学）の第一回卒業生であり蚕業技術者だった。また郡上八幡の実家では養蚕を行っていた。1926年3月、東京帝国大学文学部社会学科卒業。その後、鳥取高等農業学校、第八高等学校、名古屋大学、金沢大学、愛知大学、甲南大学（1973年3月定年退職）の教授を歴任した。甲南大学の就任には臼井二尚の推薦があったという。その学問は、テンニース、バレートの理論社会学研究からはじめ、次第に村落研究を人口、文化、習俗の観点から行うようになった。しかし、それに飽きたらず、計量的社会学にも関心を広めた。その成果が未公刊博士論文である「農村習俗の社会測定学研究」に生かされた。さらに、その関心は産業社会学に結びつき、晩年の『酒の社会学的研究』やグンゼのモノグラフである『経営理念の社会学的研究』は、農村社会学と産業社会学の観点を見事に結合した力作である。こうした著作は企業と地域社会のあり方を考える上では、今日も参照すべき文献である。没後、その蔵書の一部と思われる1063冊余りは愛知大学図書館に寄贈された。
1982年11月3日叙勲三等授瑞宝章。同年12月29日叙正四位。

## 著書

### 単著
- 『形式社会学研究』（甲子社書房、1927年）
- 『農村社会学』（目黒書店、1929年）
- 『産業社会学』（関書院、1959年）
- 『酒の社会学的研究』（ミネルヴァ書房、1972年）

### 共著
- 『経営理念の社会学的研究』（晃洋書房、1971年）

### その他
- 「井森陸平教授略歴」（『甲南大学紀要』文学編9、1972年）
- 「井森陸平教授著書及び学術論文目録」（『甲南大学紀要』文学編9、1972年）
- 「井森陸平先生を偲んで」（『社会学評論』No.133、1983年）